# André (prénom)
Pour les articles homonymes, voir André.
Cette page présente le prénom André ainsi que ses variantes.
André est un prénom français. 

## Étymologie
André est un prénom issu du bas-latin (Andreas), nom d'un des apôtres : il s'agit d'une forme gréco-latine reposant sur le grec Ανδρέας (Andréas), dérivé anthroponymique en -έας (-éas) du mot ἀνὴρ (anḗr), radical ἀνδρ- (andr-) « homme, mâle ».

## Variantes
On rencontre couramment les formes masculines Andrea, Andréas, Andrei, Andréi, Andres, Andrès, Andrew et Andy, et les formes féminines Andréa, Andréana, Andréane, Andréanne, Andrée, Andréia, Andréina, Andreline et Andrette.

### Variantes linguistiques
- allemand : Andreas
- anglais : Andrew, Drew, Andy
- basque : Andres, Ander et Andore
- biélorusse : Андрэй (Andreï)
- breton : Andrev
- bulgare : Андрей (Andreï)
- catalan : Andreu
- corse : Andria
- danois : Andreas
- espagnol : Andrès, Andrés et Andres
- espéranto : Andreo
- fidjien : Andriou
- finnois : Antero, Antti
- galicien : André
- grec : Ανδρέας
- hongrois : András
- italien : Andrea
- macédonien : Андреј (Andrej)
- maori : Ānaru
- néerlandais : Andreas, André, Andries, Dries
- occitan : Andreu, Andriu, Andrieu
- poitevin : Andruche, Andrai, et Andrilon au féminin
- polonais : Andrzej
- portugais : André
- russe : Андрей (Andreï)
- roumain : Andrei
- slovène, slovaque : Andrej
- suédois : Andreas, Anders
- tchèque : Ondřej
- ukrainien : Андрiй (Andriï) Andreï

### Prénom composé
- Alexandre-André
- André-Marie
- Charles-André
- Claude-André
- François-André
- Guy-André
- Jacques-André
- Jean-André
- Jérôme-André
- Joël-André
- Louis-André
- Luc-André
- Marc-André
- Michel-André
- Paul-André
- Philippe-André
- Pierre-André

## Personnalités portant ce prénom

### Saints
- André, apôtre du Christ
- Saint André

### Dynasties
- André Ier
- André II
- André III
- André Fébus de Navarre
- André de Foix
- André Alexandrovitch de Russie
- André de Grèce, beau-père de la reine Élisabeth II
- André du Royaume-Uni, duc d'York, fils cadet de la reine Élisabeth II

### Autres personnalités
- Pour l'ensemble des articles sur les personnes portant ce prénom, consulter :
  - la liste des articles dont le titre commence par ce prénom
  - les listes produites par Wikidata : Liste des personnes de prénom « André » — même liste en incluant les éventuels prénoms composés qui contiennent « André ».

## Personnalités portant ce prénom comme pseudonyme
- André (né en 1971), artiste graffeur français
- André (né en 1977), joueur de football de plage brésilien
- André (né en 1979), chanteur arménien
- André (né en 1990), joueur de football brésilien
- André The Giant (1946-1993), catcheur et acteur français

## Référence
1. ↑  Chantal Tanet et Tristan Hordé, Dictionnaire des prénoms, Paris, Larousse, 16 septembre 2009, 675 p. (ISBN 978-2-03-583728-8), p. 33.